# Эжен де Берг
Эжен-Луи де Берг (фр. Eugène-Louis de Bergh; 1624 — 14 апреля 1688, Монс), принц де Раш — государственный деятель Испанских Нидерландов.

## Биография
Происходил из линии сеньоров де Коен южнонидерландского дома де Берг-Сен-Винок. Старший сын Филиппа де Берга, сеньора де Раш, первого пэра страны и графства Намюр, и Мари-Франсуазы д'Альвен.
Барон де Зетрюд, сеньор де Бубер, д'Оберльё, де Ла-Тур и де Плантен.
Генерал-кампмейстер армии короля Испании в Нидерландах. В 1665 году получил титул графа де Раш.
В 1674 году был определен эвентуальным командующим вооруженными силами графства Намюрского в случае болезни или отсутствия губернатора провинции.
30 декабря 1681 жалованной грамотой, выданной в Мадриде, барония Зетрюд в графстве Намюр была возведена в ранг княжества (де Раш). 30 января 1682 это пожалование было зарегистрировано советом доменов и финансов в Брюсселе, а 3 февраля 1683 счетной палатой.
10 мая 1682, в период интерима, принц де Раш был назначен исполняющим обязанности великого бальи Эно. По данным Эдмона Пулле, оставался в должности до 30 июня 1689.
9 октября 1687 был пожалован Карлом II в рыцари ордена Золотого руна.

## Семья
Жена: графиня Маргарита-Луиза фон Миллендонк, дочь графа Германа-Клода фон Миллендонка, барона де Пеш, и Мари де Файи, дамы де Бернисар.
Брак бездетный. Титул принца де Раш был упразднен, но в 1701 году Людовик XIV возвел баронию Бубер в графстве Раш в ранг княжества, под названием Раш, для внучатого племянника Эжена де Берга Филиппа-Иньяса де Берга.